# Gianluca Luisi
Gianluca Luisi (* 1970 in Pescara) ist ein italienischer Pianist.

## Leben
Nachdem er sein Klavierstudium am Conservatorio Statale di Musica „Gioachino Rossini“ 1991 mit dem Prädikat summa cum laude abgeschlossen hatte, begann er eine rege Konzerttätigkeit, die ihn über die europäischen Länder hinaus auch in die USA und regelmäßig nach Japan führte. Er gastierte auf Einladung bedeutender Musikvereinigungen und auf Festspielen in ganz Europa, spielte u. a. in der Carnegie Hall in New York und in Wien im Musikverein. Nach dem Gewinn des europäischen Preises für Piano-Didaktik, begann er eine eigene Lehrtätigkeit an der Klavier-Akademie von Imola.
Seit 2011 ist Luisi künstlerischer Direktor des „Nuova Coppa Pianisti“-Klavierwettbewerbs in Osimo.
Gianluca Luisi ist Bösendorfer-Künstler.

## Werk
Gianluca Luisi verfügt über ein Klavierrepertoire aus allen Epochen, darunter das gesamte Klavierwerk von J. S. Bach.
Luisi hat 16 CDs aufgenommen für die Labels Naxos, MDG, OnClassical und Centaur (J.S.Bach „Das Wohltemperierte Klavier“).

### Aufnahmen (Auswahl)
- Piano concertos no. 1, no. 2, Chopin, Frédéric, Detmold: Dabringhaus und Grimm, P 2011 Vorhanden in Leipzig Vorhanden in Frankfurt
- Chamber music, Onslow, Georges, Detmold: Dabringhaus und Grimm, P 2007